# Loudpark
Il Loudpark è un festival che si svolge annualmente nel mese di ottobre alla Saitama Super Arena di Saitama, Giappone.

## Edizioni

### 2006
| Sabato 14 ottobre | Domenica 15 ottobre |
| --- | --- |
| Megadeth Ministry Angra Anthrax Arch Enemy Backyard Babies Dragonforce Napalm Death Opeth Anvil Firewind Flyleaf Korpiklaani Zeromind | Slayer Dio In Flames Children of Bodom Killswitch Engage Mastodon Hatebreed Lamb of God As I Lay Dying Unearth The Black Dahlia Murder Within Temptation Bloodsimple |

### 2007
| Sabato 20 ottobre | Domenica 21 ottobre |
| --- | --- |
| Heaven & Hell Blind Guardian Trivium Nocturnal Rites Machine Head Fastway As I Lay Dying Nile Therion Still Remains Outrage Cellador | Marilyn Manson Arch Enemy Hanoi Rocks Saxon Satyricon Tesla Wig Wam Lacuna Coil Andre Matos Anthem Amorphis All That Remains |

### 2008
| Sabato 18 ottobre | Domenica 19 ottobre |
| --- | --- |
| Slipknot Down Avenged Sevenfold Carcass Sonata Arctica Dragonforce Meshuggah Obituary Apocalyptica Secret and Whisper Airbourne | Mötley Crüe Buckcherry Bullet for My Valentine Machine Head Duff McKagan's Loaded Black Tide All Ends Black Stone Cherry |

### 2009
Band confermate: Judas Priest, Slayer, Rob Zombie, Megadeth, Arch Enemy, Fates Warning, Napalm Death, Outrage, Poison the Well, Lazarus A.D., Galneryus.